# Francisco de Herrera el Mozo

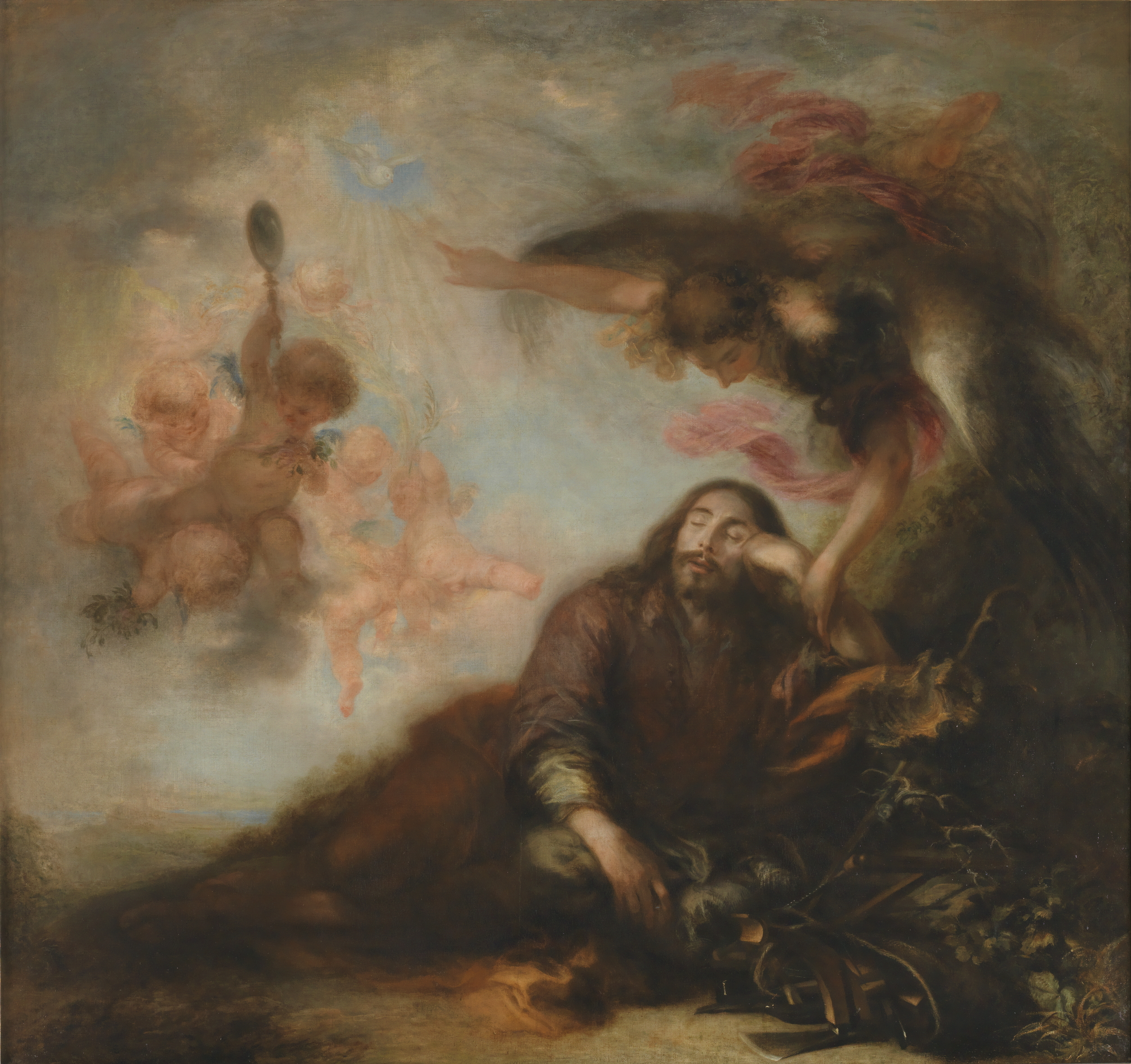
El sueño de san José, h. 1662, óleo sobre lienzo, 196,5 x 209,5 cm, Madrid, Museo del Prado (donación de Plácido Arango Arias, 2015).

Francisco de Herrera el Mozo (Sevilla, 1627-Madrid, 1685) fue un arquitecto y pintor barroco español, hijo de Francisco de Herrera el Viejo. Tras completar presumiblemente su formación en Italia, jugó un papel destacado en la introducción y divulgación del pleno barroco tanto en Madrid como en Sevilla, merced a obras como el San Hermenegildo del Museo del Prado o el Triunfo de la Eucaristía de la catedral hispalense. Pintó al óleo y al fresco y cultivó géneros diversos, aunque es poco lo que de su pintura se ha conservado. Pintor del rey Carlos II y desde 1677 maestro mayor de las obras reales —en polémica con los arquitectos profesionales— intervino como arquitecto artista en el diseño de los planos para la nueva Basílica del Pilar de Zaragoza.

## Biografía

### Juventud en Sevilla y posible viaje a Italia
Bautizado en la parroquia de San Andrés de Sevilla el 28 de junio de 1627, hijo de doña María de Hinestrosa y del viejo Herrera, pintor de fuerte personalidad y muy mal carácter, debió de iniciar su formación en el taller paterno y, según Palomino, en compañía de otro hermano, llamado por el biógrafo cordobés Herrera el Rubio, pintor de bodegones y figuras ridículas a la manera de Jacques Callot. La «indigesta condición» de Herrera el Viejo y su rígido carácter, responsables de que ningún discípulo aguantase bajo su tutela, hicieron que también Herrera el Mozo en compañía de una hermana huyesen de su casa, siempre según Palomino, llevándose seis mil pesos «con los cuales la hija se entró religiosa y el Don Francisco se fue a Roma donde acabó de perfeccionarse en la Pintura». A falta de documentación que permita ratificar las afirmaciones de Palomino, consta que en septiembre de 1647 —con veinte años— aún se encontraba en Sevilla, donde contrajo matrimonio en anómalas circunstancias y sin la presencia del padre con Juana de Auriolis, de quien en fecha indeterminada se separó con sentencia de divorcio ante el juez eclesiástico de Sevilla. El viaje a Italia, puesto en duda por Kinkead, pero comúnmente admitido por razones estilísticas, podría confirmarse por el hallazgo de una serie de cartelas ornamentales grabadas en cobre y utilizadas como frontispicios en varias colecciones de manuscritos conservados en la Iglesia Nacional Española de Santiago y Montserrat de Roma, depósito de la embajada de España ante la Santa Sede, firmadas «Francisco de Herrera F.», una de ellas fechada en 1649.
Su dominio de la pintura al fresco —aunque nada de lo realizado con esa técnica se haya conservado— y lo innovador de sus concepciones arquitectónicas, junto con algunas influencias de la pintura veneciana, principalmente del Veronés, confirmarían la estancia italiana de la que todo lo que se conoce es lo que de ella cuenta Palomino en su biografía de Herrera, a quien llegó a conocer personalmente aunque nunca lo tratase:

hallándose ya muy adelantado, pasó a Roma, donde estudió con gran aplicación, así en las academias, como en las célebres estatuas, y obras eminentes de aquella ciudad; conque se hizo, no solo gran pintor, sino consumado arquitecto, y perspectivo; y habiéndose aplicado a pintar  bodegoncillos, en que tenía gran genio; y especialmente con algunos pescados, hechos por el natural, para hacerse por este camino más señalado, y socorrer su necesidad en el desamparo de aquella Corte. Llegó a tan superior excelencia en estas travesuras, que mereció en Roma ser conocido con el nombre de il Spagnole de gli pexe, por cuyo medio logró, no sola la fama, sino la utilidad.

Descontada la posible colaboración en alguna de las obras de Herrera el Viejo, la única obra de juventud que se le ha atribuido, y anterior al viaje a Italia, es el lienzo de Santa Catalina de Siena ante el papa Urbano VI del Monasterio de Santa María la Real de Bormujos (Sevilla), obra bien significativa —aunque inspirada en grabados flamencos—, pues evidencia la influencia paterna en la técnica cargada de pasta y en la rigidez de las figuras de la santa y de los miembros de la curia que al fondo asisten a la predicación, pero en la nerviosa figura del papa anticipa algo de lo que será su lenguaje expresivo posterior, favorecido por el viaje a Italia que iba a transformar su pintura al adoptar la pincelada suelta y deshecha.

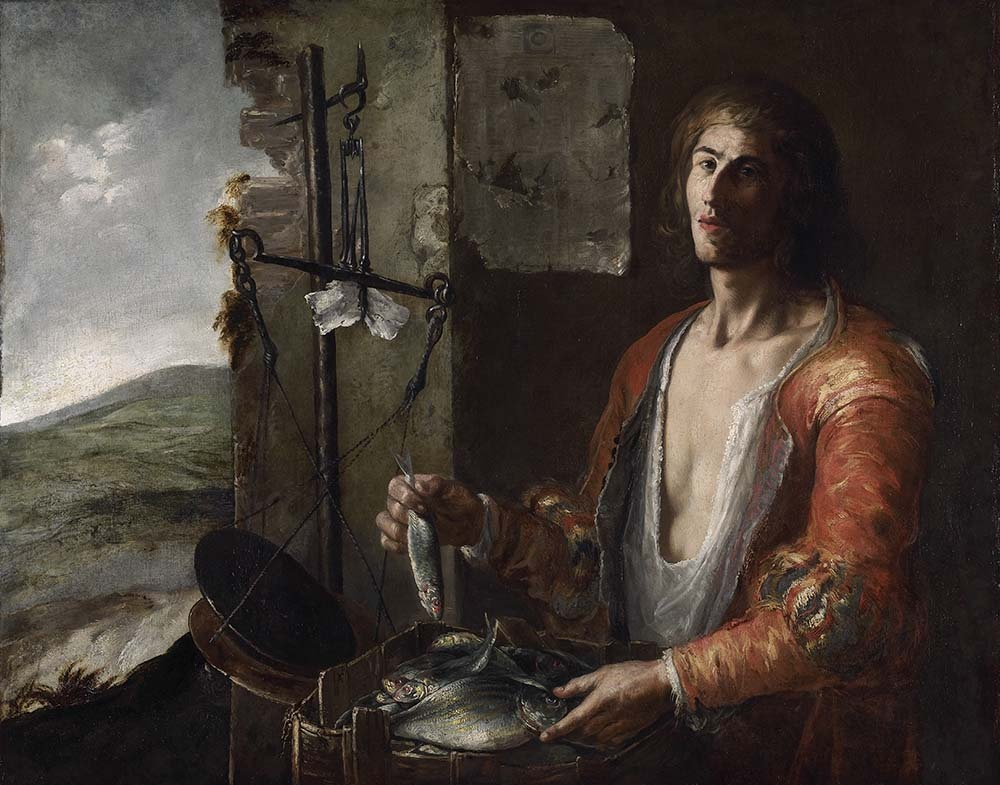
Vendedor de peces, óleo sobre lienzo, 96 x 120 cm, Ottawa, National Gallery of Canada

El Vendedor de peces de Ottawa, un bodegón de cocina con figuras a la manera de Velázquez del que no se tienen noticias anteriores a 1872, cuando compareció con atribución a este en el catálogo de la venta de la colección londinense de William W. Pearce, fue por primera vez atribuido a Herrera el Mozo por August L. Mayer tras su ingreso en 1926 en la National Gallery de Canadá —donde ingresó como obra de Juan de Pareja—, atendiendo al modo como, según Palomino, Herrera era conocido en Italia. Posteriormente la obra ha sido asignada a otros artistas, tanto italianos como españoles, sin llegar a consolidarse ninguna de estas atribuciones. Últimamente los estudios técnicos realizados en el museo canadiense para su presentación en 2023 en la exposición Herrera "el Mozo" y el Barroco total, celebrada en el Museo del Prado, han desvelado la utilización de pigmentos similares a los empleados por Herrera en el Triunfo de san Hermenegildo y una preparación del lienzo compatible en todo con la empleada usualmente en Sevilla por artistas contemporáneos, como Herrera el Viejo o el mismo Velázquez, lo que, unido al virtuosismo en la representación de los peces y la utilización de una paleta cargada, característica de Herrera el Mozo, permiten recuperar la atribución propuesta por Mayer como obra de juventud del Mozo y testimonio de su paso por Italia, al tiempo que permitiría avalar lo escrito por Palomino acerca de este viaje.

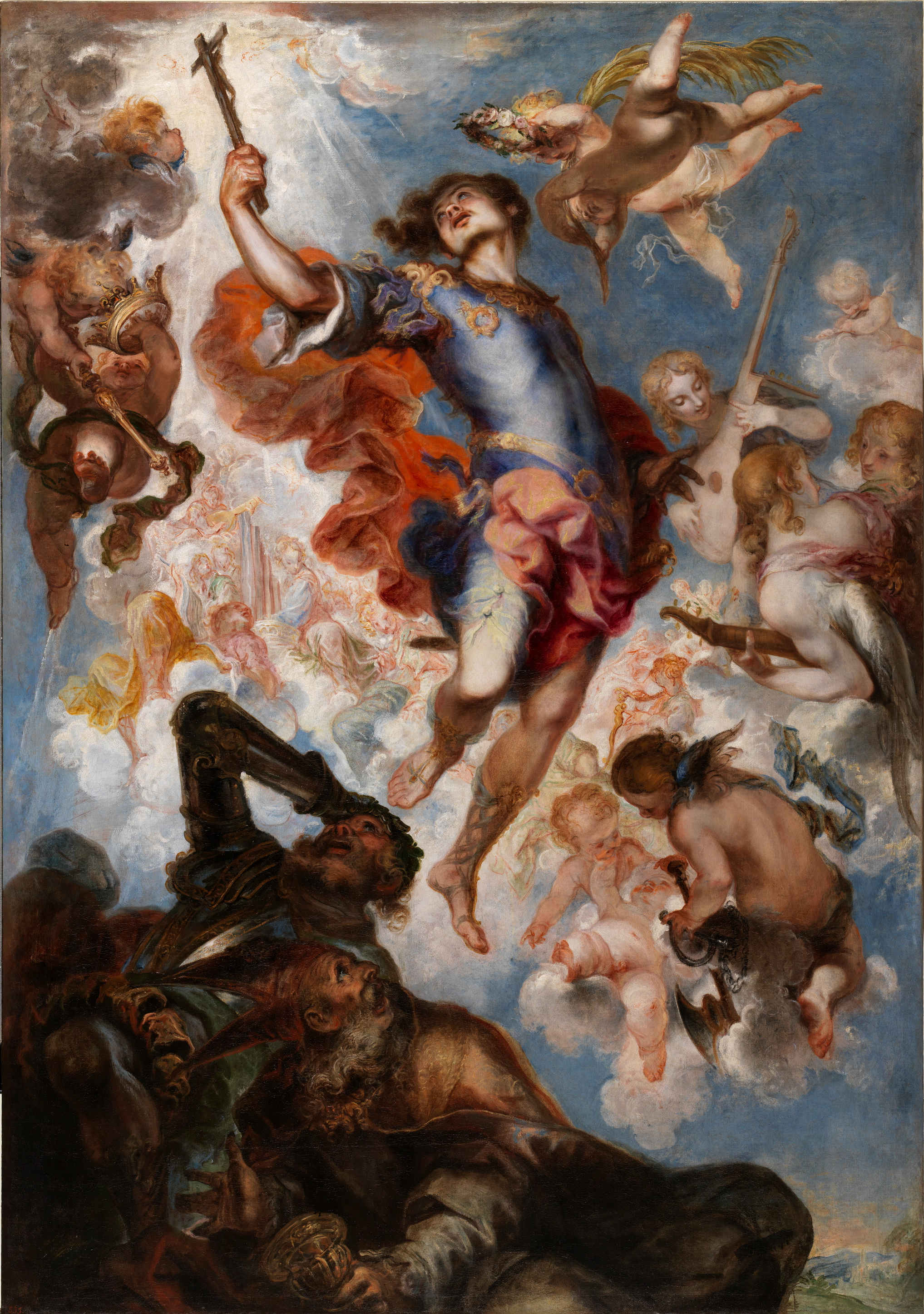
El triunfo de san Hermenegildo, 1654, óleo sobre lienzo, 326 x 228 cm, Madrid, Museo del Prado.

### Primera estancia en Madrid:El triunfo de san Hermenegildo
No se tienen datos documentales que permitan establecer la duración de su viaje a Italia, pero en todo caso en 1654 se encontraba en Madrid, donde el 17 de julio firmó el contrato para realizar por 6 450 reales las pinturas del retablo mayor de la iglesia del convento de los carmelitas descalzos o de San Hermenegildo, actual parroquia de San José, del que solo resta el gran lienzo central de la Apoteosis de san Hermenegildo (Museo del Prado). Como su fiador actuó el tracista Sebastián de Benavente, con quien Herrera mantuvo estrecha relación profesional y amistosa hasta su muerte, pues en su testamento declaraba el pintor tener cuenta o convenio de asociación con el tracista, en quien depositaba plena confianza. Financiado por Juan Chumacero, que había sido presidente del Consejo de Castilla, el retablo incorporaba, junto al gran lienzo del triunfo del titular, adquirido en 1832 por Fernando VII para el recién creado Museo del Prado, un lienzo con la Trinidad coronando a la Virgen, que ocupaba el ático, y santos y arcángeles en los intercolumnios y banco, perdidos todos ellos.
Con un toque escenográfico, el príncipe visigodo asciende bañado en luz sobre los cuerpos derrotados y en sombra de su padre el rey Leovigildo y del obispo arriano portador del cáliz en el que Hermenegildo ha rechazado comulgar. En su presentación el lienzo debió de causar admiración y sorprender por su novedad y brío. Convencido de su valía, Herrera se dejó decir, según Palomino, que el cuadro «se había de poner con clarines, y timbales». De un dinamismo barroco inédito en la Corte y probablemente aprendido en Italia, el escorzo forzado, la composición basada en la línea curva, la pincelada deshecha y la gama cromática cálida, mediatizada por el juego de contraluces, han sido considerados elementos claves en la evolución de la pintura madrileña de las últimas décadas del siglo XVII, influyendo incluso en pintores mayores que él, como Francisco Rizi.

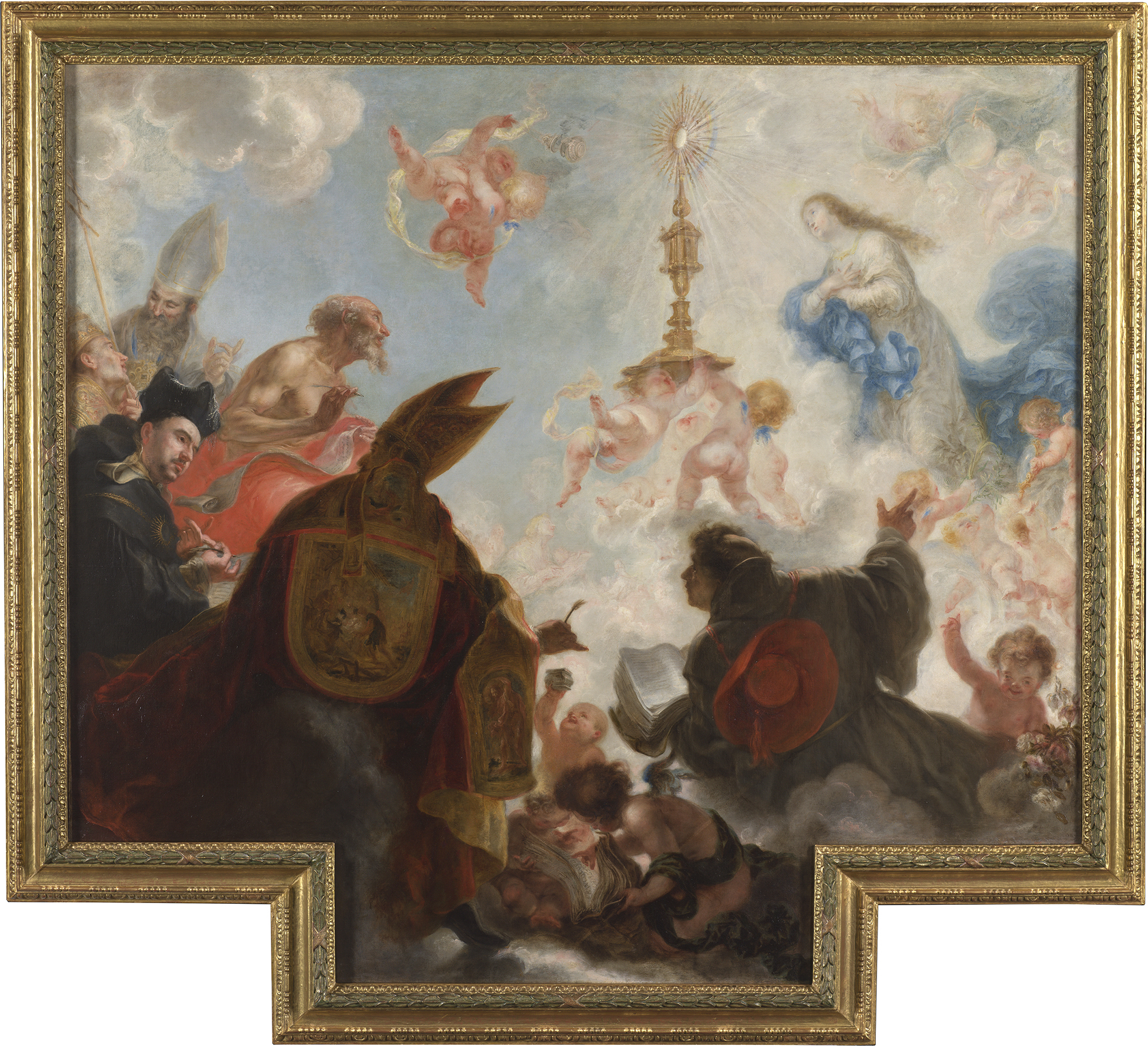
Alegoría de la Eucaristía, firmado «Franciscus de Herrera Fat. Aº 1656». Óleo sobre lienzo, 310 x 337 cm, Sevilla, Hermandad Sacramental del Sagrario, Catedral de Sevilla.

### Sevilla (1655-1660)
Un año después, en abril de 1655, se le documenta en Sevilla donde inmediatamente pintó el Triunfo del Sacramento o Apoteosis de la Eucaristía para la Hermandad sacramental de la Catedral de Sevilla, en la que ingresó como cofrade ese mismo año, y el Triunfo de San Francisco o San Francisco recibiendo los estigmas, colocado en su altar de la misma catedral en 1657. El vibrante tratamiento de la luz, con las figuras de los padres y doctores de la Iglesia situadas en el primer término y de espaldas, recortadas a contraluz frente al ostensorio, y el dinamismo compositivo, con la novedad del impulso helicoidal ascendente del santo extático en el Triunfo de san Francisco, con los angelotes emergiendo, casi transparentes, del foco de luz, tuvieron inmediata repercusión en la pintura de Murillo, que solo un año después pintó también para la catedral hispalense su San Antonio de Padua, en el que decididamente adoptaba el nuevo lenguaje barroco.
En enero de 1660 participó en la creación de la academia sevillana de dibujo, de la que fue elegido copresidente junto con Murillo. Su experiencia italiana podría haber proporcionado el impulso definitivo para la creación de la academia promovida por los pintores sevillanos. Era, para entonces, «el pintor de más fama de esta ciudad», tal como se le calificaba en la consulta formulada por el tribunal de la inquisición de Sevilla al Consejo de la Suprema Inquisición acerca de su idoneidad para realizar la pintura del Auto de fe celebrado en la ciudad el 13 de abril de 1660, para la que regaló el dibujo (Londres, British Museum), aunque declinó trasladarlo al lienzo. Pero su vinculación con la institución académica se redujo al pago de la cuota del primer trimestre y antes de concluir el año había probablemente abandonado Sevilla para retornar a Madrid, pues no se le cita en la sesión celebrada por la institución en el mes de noviembre, en la que figuraba Murillo como único presidente.

### Pintor en la Corte
Inmediatamente después de fijar su residencia en Madrid podría haber pintado otra de sus obras maestras: el Sueño de San José, localizando el motivo, en contra de lo acostumbrado, en un paisaje, con un contraluz acusado y los característicos angelotes desdibujados sobre el foco de luz donde se sitúan el Espíritu Santo y el espejo, con los que subraya la virginidad de María. Pintado para el ático del retablo de la capilla de San José del convento de Santo Tomás, Antonio Palomino lo mencionó en términos encomiásticos como cuadro peregrino y de «lo más regalado, y de buen gusto» que había visto de Herrera. Obra clave en la consolidación del pleno barroco madrileño, el cuadro —aunque no se ha localizado el contrato— podría haber sido pintado ya en 1661, nada más llegar el pintor a Madrid esta segunda vez, pues el convenio para la ejecución del retablo, firmado por Sebastián de Benavente con la cofradía de los ensambladores, ebanistas, carpinteros de maderas finas y maestros de hacer coches propietaria de la capilla, se fechó el 25 de septiembre de 1659 y en él Benavente se obligaba a darlo acabado en blanco el 1 de marzo de 1661. Suprimido el convento con la desamortización de 1836, el lienzo formó parte de la colección del infante don Sebastián y ya en el siglo XX del Museo Chrysler de Norfolk, hasta su adquisición por Plácido Arango que en 2015 con otras obras de su colección lo donó al Museo del Prado.
Una nueva versión del tema del Sueño de San José pintó para servir de lienzo central del retablo de la capilla de San José en la iglesia parroquial de San Sebastián de Aldeavieja (Ávila), capilla funeraria de Luis García de Cerecedo, burgués enriquecido con el comercio de caballerías, del que se documenta el concierto firmado en abril de 1662 entre Sebastián de Benavente y el pintor Alonso González para el dorado de la obra de madera, fecha en la que probablemente se concertase también la pintura al óleo, según lo acostumbrado. Conservado en el lugar para el que fue concebido, Alfonso E. Pérez Sánchez atribuyó a Herrera el lienzo central, con el Sueño de san José, y la Última cena del tabernáculo, asignando la Asunción de la Virgen del ático y los restantes cuatro óleos del banco a Francisco Camilo, aunque a falta de confirmación documental unos y otros podrían ser obra de Herrera, que traspasaría al taller los pequeños cuadros de la predela. Adaptando la composición al formato vertical del retablo, la nueva versión del sueño de san José, localizada de nuevo en un paisaje, conjuga los característicos efectos de los rayos de luz en el dibujo de las figuras —con un notable grado de sofisticación en la silueteada mano del ángel—, la pincelada suelta y arrastrada y la riqueza del color, que aparece fresco tras su restauración, gracias a la utilización de malaquita —en la coraza del ángel—, esmaltes y sulfato de cobre con baja proporción de albayalde.

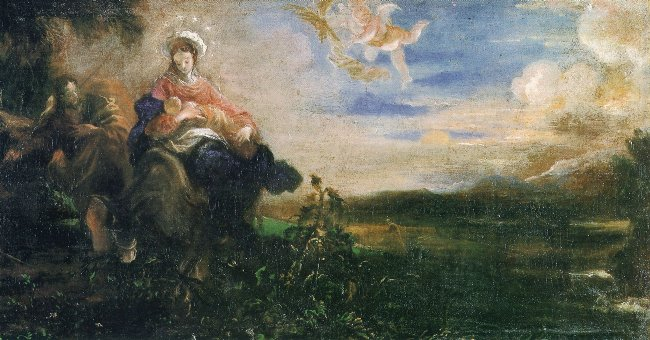
Huida a Egipto, óleo sobre lienzo, 56 x 143 cm, Aldeavieja (Ávila), ermita de Santa María del Cubillo.

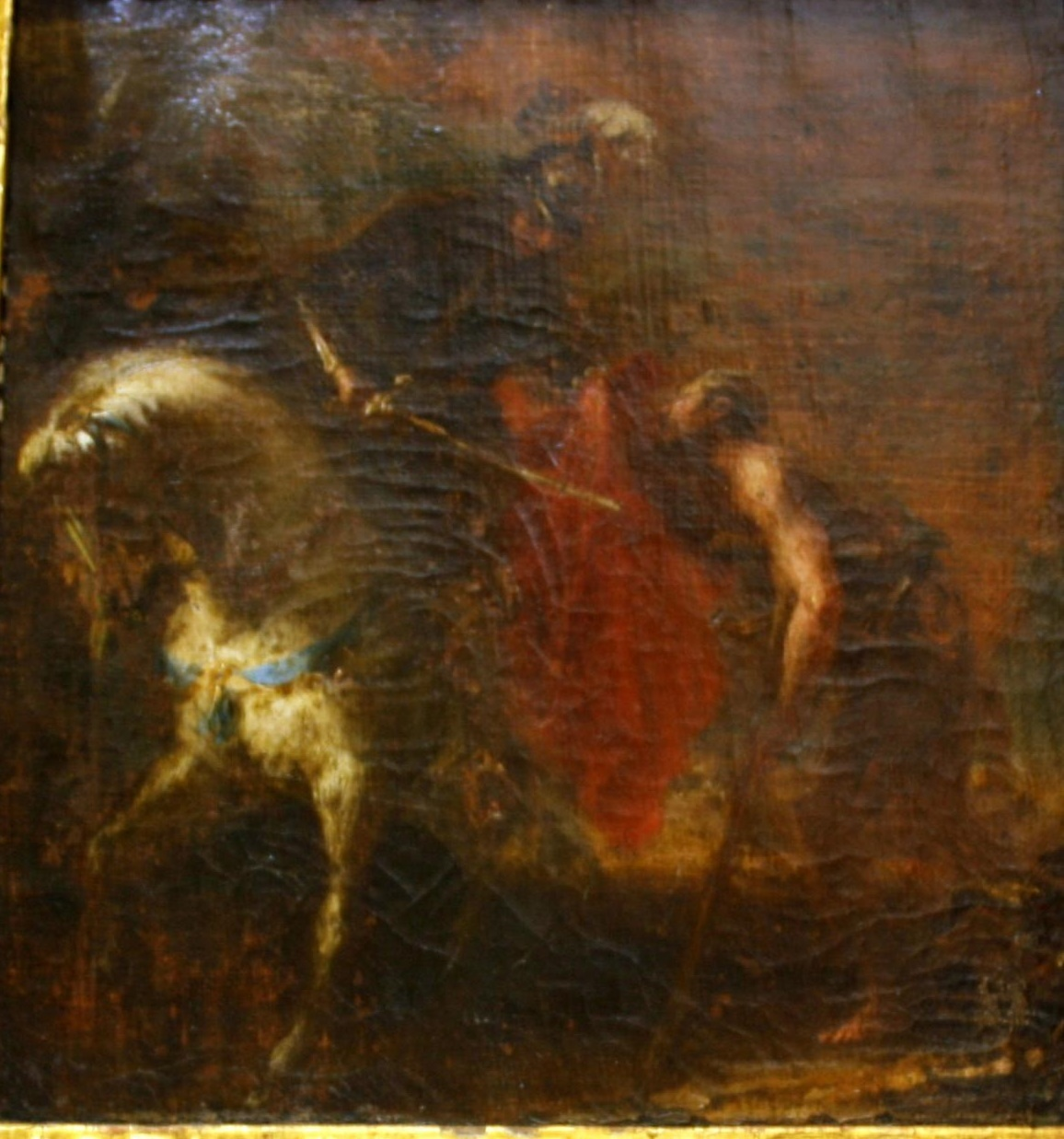
San Martín partiendo la capa con el pobre, Madrid, Convento de las Carboneras del Corpus Christi.

Fruto también de la colaboración entre el comitente, Luis García de Cerecedo, Sebastián de Benavente como tracista y Herrera, como autor de las pinturas, ha de ser el primitivo retablo mayor de la ermita de Santa María del Cubillo, en el término de Aldeavieja, costeado por disposición testamentaria de doña María Antonia de Herrera, esposa de García de Cerecedo. Fechado el testamento en 1659, su ejecución podría haberse retrasado algunos años pues en 1665 fray Francisco de Salvatierra, visitador de Aldeavieja, anotó en la visita de aquel año que aún no se había cumplido con la disposición testamentaria y ordenaba que se hiciera. Conservado en la misma ermita —aunque desplazado a un lateral— los cuatro lienzos que lo componían en su estado primitivo fueron atribuidos por Pérez Sánchez a Herrera el Mozo por razones estilísticas y el trazado de la arquitectura y talla en madera se ha asignado con razonable probabilidad a Sebastián de Benavente, dadas las estrechas semejanzas con el retablo documentado de San Alberto, en la iglesia del Carmen calzado de Madrid. San Luis rey de Francia y San Antonio de Padua, patronos de Cerecedo y de su esposa, ocupan los laterales de la hornacina central, con la talla de la Virgen del Cubillo. De formato vertical, pero menores del natural, son figuras de canon estilizado y perfil nervioso, correspondiendo a un momento de especial finura en la producción del pintor, que se manifiesta particularmente alegre en la pequeña huida a Egipto de la predela, localizada en amplio paisaje y resuelta con toque vibrante y ligero, dejando las figuras casi abocetadas. Muy similares son en este sentido los pequeños cuadritos de uno de los retablos situados a los pies de la nave en la iglesia del Convento de las Carboneras del Corpus Christi de Madrid (San José con el Niño, Santa Ana enseñando a la Virgen, San Agustín y el misterio de la Trinidad, San Martín partiendo la capa con el pobre y el Salvador en la portezuela del sagrario), mencionados ya por Palomino como una de las obras más singulares de Herrera por el trazo seguro y la ligereza de las pinceladas aplicadas sin dibujo previo.
En abril de 1663 contrató con el ayuntamiento de Madrid la pintura de la cúpula de la capilla de Nuestra Señora de Atocha en su basílica, extramuros de Madrid, completada con la colaboración de Mateo Cerezo tras la renuncia de Dionisio Mantuano. «Con extremado primor», según Palomino, pintó en ella una Asunción de la Virgen en presencia de los apóstoles, que asistían al prodigio asomados a una barandilla pintada en el anillo de la cúpula y soportada por una fingida decoración arquitectónica a base de columnas salomónicas y adornos en estuco en las pechinas, lo que constituía una novedad en las decoraciones madrileñas de interiores. La capilla fue inaugurada en 1665 y las pinturas de Herrera fueron recibidas con grandes elogios. Según Palomino, a ellas debió su nombramiento como pintor del rey Felipe IV, lo que debió de ocurrir en 1664, año de la muerte del monarca, o incluso algo antes, atendiendo a que según el biógrafo cordobés, habría sido el rey el responsable de la elección de Herrera para hacerse cargo de estas pinturas. De ser correcta esta información, es posible que ya para entonces hubiese pintado Herrera los frescos de la bóveda del coro de San Felipe el Real, de los que se ocupaba Palomino inmediatamente antes, diciendo de ellos que eran cosa «en extremo caprichosa, y rara; en que se descubre la inquietud, y travesura de aquel genio».

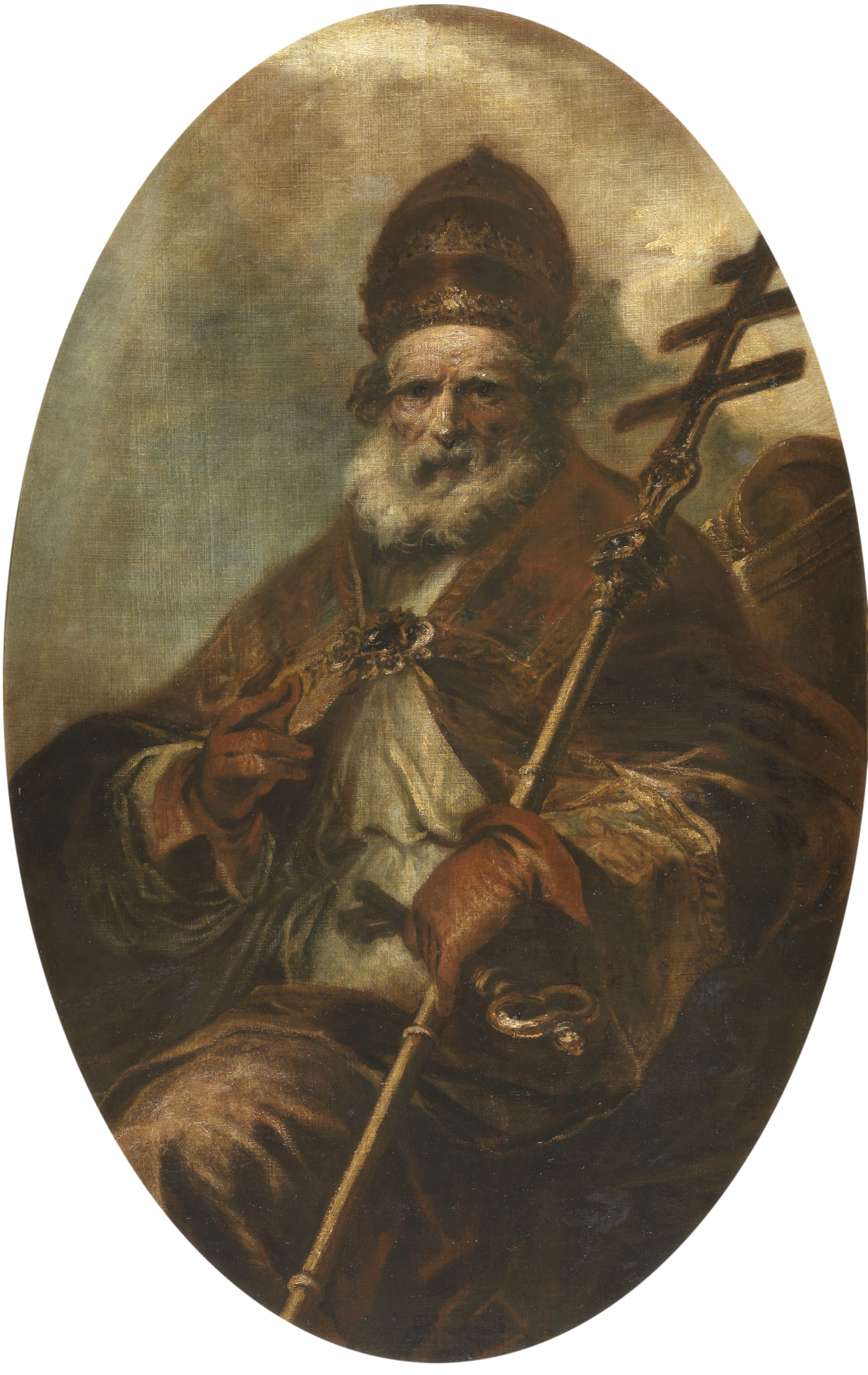
San Pedro como pontífice, óleo sobre lienzo, 166 x 105 cm, Madrid, Museo del Prado.

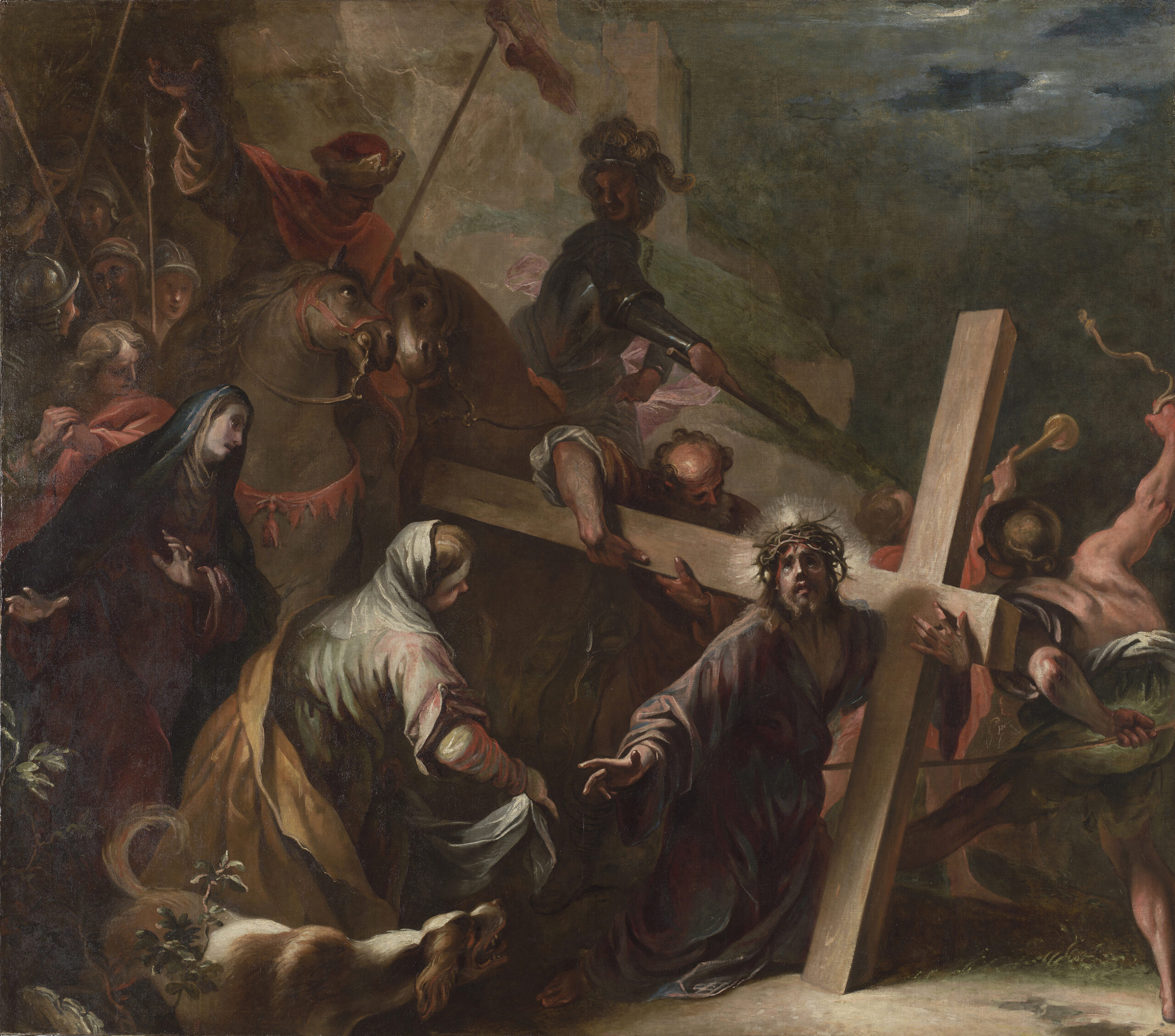
Cristo camino del Calvario, óleo sobre lienzo, 302 x 347 cm, Madrid, Museo Cerralbo.

Perdidos unos y otros con la demolición de los templos para los que se pintaron, así como el Triunfo de la Cruz que adornaba la cúpula de la capilla de los Siete Dolores del Colegio de Santo Tomás, nada se conserva de su pintura al fresco. Se han perdido además buena parte de los lienzos citados por Palomino, como la Oración del huerto del retablo del Santo Cristo de las Lluvias en la iglesia parroquial de San Pedro —de la que era feligrés y en la que fue enterrado—, labrado al parecer en 1671, o el que llama «célebre cuadro de San Vicente Ferrer predicando» que estaba en la iglesia del Hospital de Aragón en Madrid, en el que por su espíritu satírico y su desconfianza frente a los críticos de su obra, había pintado «un perro royendo una quijada de asno, y otro muchacho haciendo la higa». Entre lo poco conservado, obras de calidad desigual, figuran siete lienzos de formato oval con santos de algo más de medio cuerpo conservados en el Museo del Prado, procedentes de la bóveda y arcos torales de la iglesia de los Agustinos Recoletos. Deficientemente conservados, la participación del taller en su ejecución debió de ser amplia a excepción, quizá, del San Pedro como pontífice, catalogado al ingresar en el Museo de la Trinidad como San León Magno. Además, los dos cuadros de la Pasión (Ecce Homo o Presentación de Jesús al pueblo y Cristo camino del Calvario) procedentes de la capilla de la Virgen de los Siete Dolores, propiedad de la Hermandad de Alguaciles de la Casa y Corte de Madrid —a la que también pertenecían los pintores— asentada en el convento de Santo Tomás (Museo Cerralbo). Los dos óleos, de grandes dimensiones y compleja composición, datados hacía 1677, en un momento avanzado de su carrera y cuando el pintor multiplicaba sus funciones en la corte, que, al decir de Palomino, «le tiranizaba el tiempo que había menester para la pintura», habrían sido pintados, de nuevo conforme a lo afirmado por Palomino, por Francisco Ignacio Ruiz de la Iglesia sobre los bocetos de Herrera y concluidos por este, «que los acabó y golpeó a su modo en toda forma», en alusión a la técnica abocetada de Herrera con que está trabajada la superficie.

### Pintor del rey y maestro mayor de las obras reales

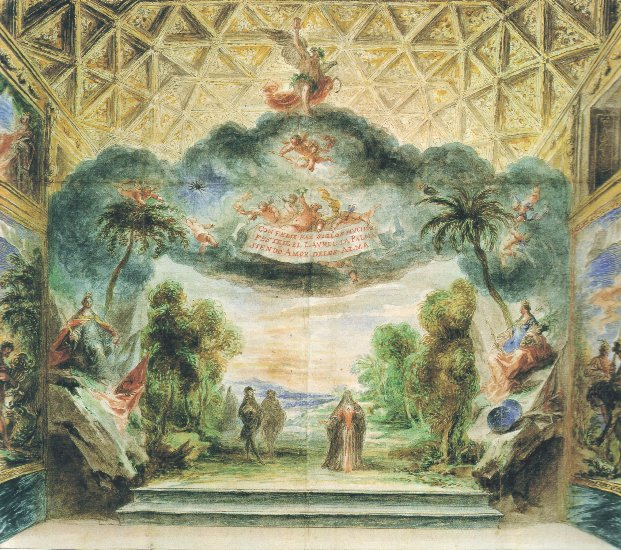
Boca de escena del Salón Dorado del Real Alcázar de Madrid para la representación de Los celos hacen estrellas de Vélez de Guevara, 1672; acuarela, Viena, Österreichische Nationalbibliothek, Cod. 13 217.

En 1672, con motivo del cumpleaños de la reina Mariana de Austria, se reanudaron las representaciones teatrales en el Salón Dorado o de las comedias del viejo Alcázar de Madrid, interrumpidas desde la muerte de Felipe IV. Herrera se encargó de las reparaciones en el salón desmontable y de los decorados, por los que se le pagaron 20 000 reales entre el 14 de septiembre y el 26 de octubre de ese año. El éxito de la primera representación, Los celos hacen estrellas, zarzuela de Juan Vélez de Guevara, determinó además que se le encomendasen las ilustraciones del libreto enviado como recuerdo a la corte de Viena con cinco acuarelas a color (Österreichische Nationalbibliothek, Cod. 13.217).
Es este mismo año cuando se fecha el documento que lo nombra pintor del rey, aunque al menos desde 1664 había hecho algunos trabajos para la corona. Sin embargo, la documentación disponible para los años posteriores se refiere casi exclusivamente a sus trabajos como arquitecto. En 1674 proporcionó las trazas para el retablo de la iglesia del Hospital de los Aragoneses, o de Montserrat, de Madrid, de cuya ejecución se encargaron José Ratés y José Simón de Churriguera. Muy nueva es la utilización en él de las columnas salomónicas, que ya había empleado pintadas en la cúpula de Atocha. Progresando en la corte, en 1677 fue nombrado ayuda de la furriera y el 25 de agosto del mismo año maestro y trazador mayor de las obras reales en la plaza dejada vacante por Gaspar de la Peña, desplazando en el cargo al arquitecto profesional José del Olmo, a quien primero se le había concedido. Palomino achacaba a este nombramiento la escasa producción como pintor, «porque la ocupación de Maestro mayor, con el trazar y asistir diferentes obras reales y particulares, junto con el servir la plaza de la furriera, le tiranizaban el tiempo».
En su condición de arquitecto de las obras reales se le encomendó la revisión de las trazas dadas por Felipe Sánchez para la Basílica del Pilar de Zaragoza, aprobadas por el cabildo en 1679. Con las modificaciones introducidas por Herrera las obras comenzaron el 25 de agosto de 1681, con la colocación de la primera piedra en presencia de Herrera, que según la anónima Relación de la festiva celebridad, con que se colocó la Primera Piedra en la nueva, y más sumptuosa Fábrica del Santo Templo de Nuestra Señora del Pilar de Çaragoça, editada el mismo año, habría sido también el autor del ingenio de fuegos artificiales en forma de monte que dio brillo a la solemne ceremonia. Coronando el monte, describía la Relación de la fiesta, se encontraban un pilar y un ángel guardián, disponiéndose diversas figuras mitológicas en las laderas en las que se simbolizaba el paganismo vencido. La planta centralizada del proyecto de Herrera para la basílica, con la cúpula sobre el crucero en el centro geométrico del rectángulo y el esquema de cruz griega encerrada entre las naves laterales, de valor simbólico y concepción barroca, fue sometido de nuevo a examen en 1695, pues el cabildo rechazaba derribar y reconstruir la primitiva capilla, como exigía el proyecto de Herrera, lo que implicaba retornar a la planta longitudinal de Sánchez, como en efecto se hizo a pesar de la defensa que formuló Teodoro Ardemans de lo proyectado por el pintor sevillano.
Cuenta Palomino que al regresar de Zaragoza se sintió ofendido al tener conocimiento de que se había encomendado a Carreño la dirección de la estatua de san Lorenzo de plata para el armario de las reliquias del Monasterio de El Escorial, un trabajo que por su condición de maestro mayor de las obras reales consideraba que le correspondía a él, por lo que inició una feroz campaña de «papelones satíricos» con los que «abrasaba» a Carreño y a Francisco Filipini, relojero y platero del rey y ayuda de la furriera. Alguna otra anécdota narra el biógrafo cordobés para ilustrar el carácter «satírico y diabólico» de Herrera, su «espinoso» natural y el «agudo y vivaz ingenio» de quien, terminaba diciendo, «y además de esto fue muy guapo, bizarro, y galante».
Firmó su testamento, «sano de querpo y entendimiento», en agosto de 1684. El mismo día lo hacía Ángela de Robles, a la que nombraba albacea testamentaria y dejaba una considerable cantidad de ducados en metálico, que decía debérselos por habérselos ella prestado, junto con todos los vestidos femeninos y alhajas que se hallaran en su casa, demostrándose así estrecha relación con la mujer que, por su parte, diciéndose soltera, designaba al pintor como testamentario y heredero universal. Falleció el 25 de agosto de 1685 y fue enterrado en la parroquia de San Pedro el Viejo.

## Obra
Mucho de lo pintado por Herrera se ha perdido. No se conoce ningún bodegón de los que Palomino dice que pintó muchos en Italia y, si bien la información aportada por el cordobés puede ser puesta en duda, como lo ha sido el propio viaje a Italia, las menciones a diversas pinturas con peces atribuidas a un Spagnolo en los inventarios romanos del canónigo Giovan Carlo Vallone (1655) y del duque de Bracciano, Paolo Giordano Orsini, que en su palacio de Monte Giordano guardaba en 1656, según el inventario post mortem, tres lienzos «di pesci dello Spagnolo». Otras noticias de su dedicación al género del bodegón se obtienen del inventario de los bienes dejados a su muerte por Teodoro Ardemans, entre los que figuraban «tres pinturas de bodegón, copias de Don Francisco de Herrera, con marquitos dorados». No eran estas, por otra parte, las únicas obras de Herrera en poder de Ardemans, propietario también de una «traza de un retablo», «borroncitos» de la Inmaculada, la Anunciación y el Salvador, una pintura de una custodia y otra de «Nuestro Señor con la Cruz a cuestas y Simón Cirineo, orixinal de don Francisco de Herrera», quizá el cuadro mencionado por Palomino «en casa de un aficionado», del que decía que estaba tan superiormente compuesto y tan bien tratada la luz que parecía de Tiziano.
De los inventarios se obtienen asimismo noticias relativas al cultivo por Herrera de otros géneros como el del paisaje, presente en las colecciones de Joseph Quintana, teniente de asistente mayor del ayuntamiento de Sevilla, y en la del conde del Águila, en la que constan cuatro cuadros de «Justas y fiestas de toros y cañas». En relación con el carácter altivo y vanidoso de Herrera, rápido en la sátira y dado a los comentarios mordaces, Antonio Palomino describía la pintura de un mono «que hallándose en un vergel de flores, y junto a él unas rosas muy bellas, eligió un alcarcil de jumento [alcachofa silvestre] con el cual estaba muy gozoso». Se vengaba así, según el biógrafo, del conde-duque de Olivares, aunque por razones cronológicas debe de hacer referencia al marqués del Carpio y de Eliche, quien habiéndole pedido que acudiese a una almoneda y le señalase las mejores pinturas para adquirirlas él luego, desdeñó la selección hecha por Herrera y se adjudicó otras de peor calidad «abominando el mal gusto, y elección de Herrera». Aunque su intención era presentar el cuadro al mismísimo conde-duque, Antonio de Sotomayor, amigo íntimo y «más prudente», logró impedirlo y quedarse con él a cambio de hacerle un regalo por valor equivalente. «¡Tal era su genio de satírico y diabólico!», concluía Palomino. El cuadro que quedó en poder de Sotomayor, propietario también de una custodia en guirnalda de flores pintada por Herrera, se ha perdido, como tantas otras de sus obras, tras haber pertenecido en el siglo XIX a la colección de Serafín Estébanez Calderón, pero de él ha llegado una fotografía en blanco y negro, conservada en el Archivo Moreno del Instituto del Patrimonio Cultural de España.

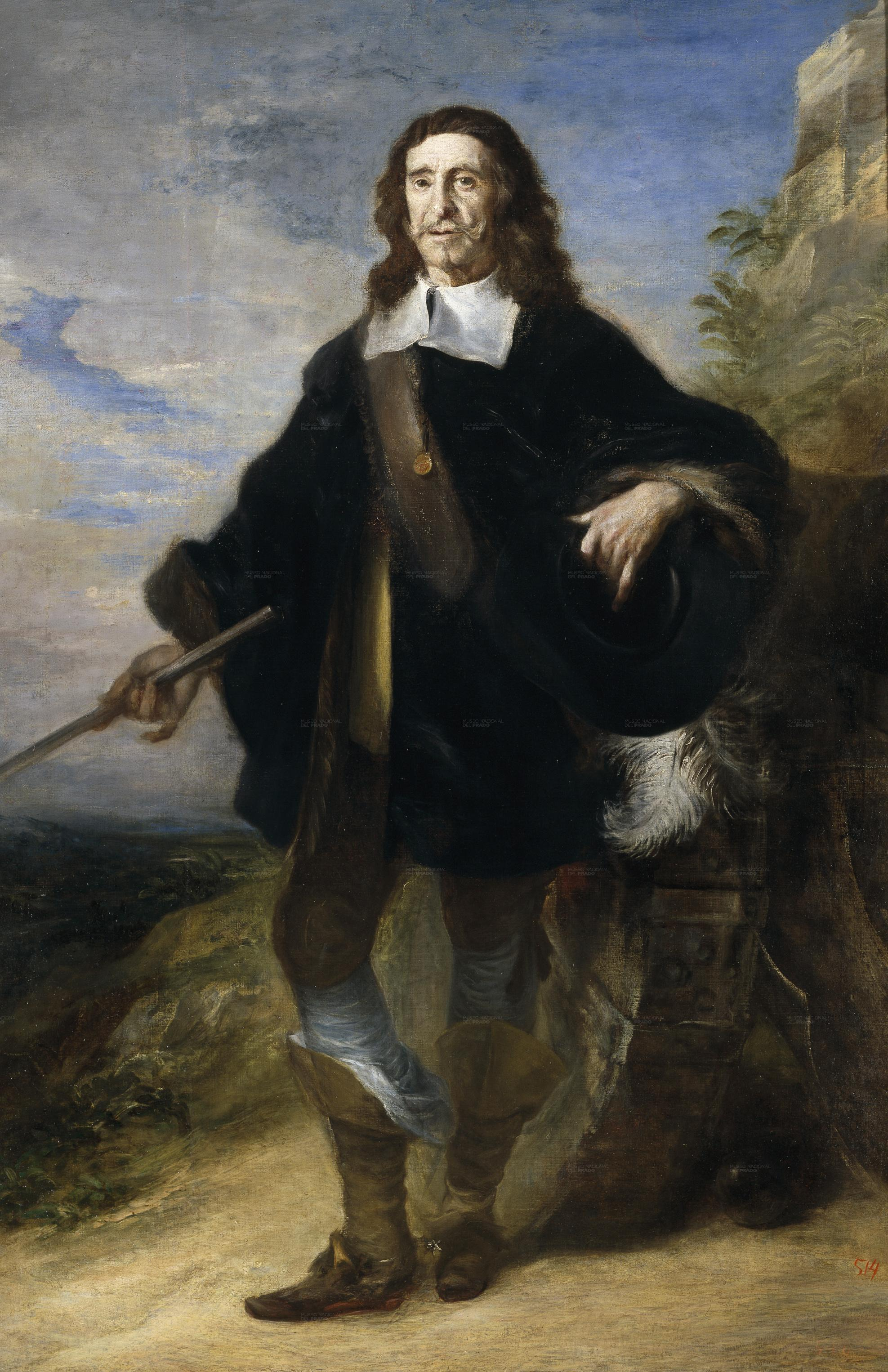
Un general de artillería, óleo sobre lienzo, 202 x 135 cm, Madrid, Museo del Prado. Obra atribuida en 2023 a Herrera el Mozo tras haberlo estado a Francisco Rizi.

Tampoco se conocen los retratos pintados, según Palomino, «con singular grandeza, y primor; y especialmente el de un francés en traje de cazador, cargando la escopeta, que aseguran los que lo han visto, que es un milagro». El inventario del Alcázar de 1686 citaba además «una pintura de seis varas de ancho y tres y medio de alto de un negro y de Francisco Bazán y enanos, con un juguete de un perro y animales, y un bosque, de mano de Francisco de Herrera, por terminar». Tan solo un retrato de don Luis García Cerecedo, el comitente de los retablos de Aldeavieja, conservado en colección particular madrileña, se ha puesto en relación con Herrera por su vinculación con el retratado, aunque la ausencia de firma y de un término de comparación haya impedido asignárselo con seguridad. Por otra parte, para el libro de Fernando de la Torre Farfán, Fiestas de la S. Iglesia Metropolitana y Patriarcal de Sevilla. Al nuevo culto del señor Rey S. Fernando el tercero de Castilla y León, impreso en Sevilla en 1671, con la relación de las fiestas por la canonización de Fernando III, proporcionó el dibujo para la portada, con el rey santo entre motivos alegóricos, grabado por Matías de Arteaga, y el retrato del rey Carlos II recogido en páginas interiores, firmado «D. Fr. de Herrera f.», interesante principalmente por el dominio del aguafuerte que pone de manifiesto, aprendido quizá en el taller paterno. A estos escuetos ejemplos se ha agregado en 2023 el retrato de un General de artillería del Museo del Prado, tradicionalmente atribuido a Francisco Rizi, en el que se advierten deudas con Anton van Dyck. Los estudios técnicos realizados en el museo de Madrid para su presentación en la exposición dedicada al maestro sevillano, en los que se ha comprobado que la tela empleada procede del mismo rollo utilizado en el San Pedro como pontífice de los agustinos recoletos y detectado el empleo de malaquita en la pintura de las plantas, de forma semejante a como se encuentra en las pinturas de Aldeavieja, avalarían la nueva atribución.
Como ya se ha indicado, no han corrido mejor suerte muchas de sus pinturas para la Iglesia, perdidos todos los frescos y parte de las obras citadas por Palomino en iglesias madrileñas, así como lo pintado para particulares, destacando en este orden la pintura de la parábola del Samaritano que mereció ser colocada en la sala de pinturas «de los eminentes españoles» que el Almirante de Castilla tenía en su palacio de Recoletos.
Lo conservado se reduce a las obras ya citadas, algunas de ellas indiscutibles obras maestras como el San Hermenegildo, el Sueño de san José o el Triunfo de la Eucaristía, a las que solo cabe agregar una sobria Inmaculada Concepción ingresada en 2016 en el Museo del Prado, dos lienzos de técnica abocetada y figuras menores del natural con San Antonio Abad y San Antonio de Padua ocupando los laterales de un retablo barroco localizado en una pequeña capilla de la Colegiata de San Isidro de Madrid, un Santo Tomás de Aquino de medio cuerpo, conservado en el Museo de Bellas Artes de Sevilla, obra menor y de difícil datación, el atribuido San Pedro de la Real Academia de Bellas Artes de San Fernando, donde ingresó como obra de Herrera el Viejo, y los últimamente incorporados a su catálogo Bautizo del eunuco de la reina Candace de la iglesia de San Pedro de Mendigorría (Navarra), que posiblemente se trate del mencionado como obra de Herrera en el inventario firmado por Matías de Torres de los bienes dejados a su muerte, en 1684, por José Toquero, un desconocido personaje de la corte madrileña, y David con la cabeza de Goliat (Ginebra, colección particular), quizá esbozo para una composición de mayor envergadura.

## Discípulos y seguidores
Herrera aparece vinculado en varios momentos de su carrera a la creación de academias para la práctica del dibujo y el estudio de las matemáticas y otros rudimentos necesarios para la adecuada comprensión de las artes, lo que pone de manifiesto su interés por las enseñanzas artísticas. Además de la ya citada intervención en la fundación de la academia sevillana de dibujo en 1660, en fecha desconocida, pero ya en Madrid y como maestro mayor de las obras reales, se dirigió al rey Carlos II solicitando la creación de una academia pública de matemáticas aplicadas

en Palacio, u en donde V. M. mandare, en que se controviertan prácticamente las Mathemáticas necessarias a la inteligencia tan útil como cierta, que no puede ser perfecto Artífice en pintura, escultura, y arquitectura, en el que no concurrieren las líneas unidas en el dibujo, y se desengañen los que juzgan lo contrario, y se alienten los estudiosos a la continuación desta academia, y a un mismo tiempo tenga V. M. en semejantes líneas, como tan aficionado a las Artes un gustoso entretenimiento, y los Artífices a la sombra de tan soberano Monarcha, se dediquen al más dilatado estudio, para el mayor servicio de V. Magestad.

Finalmente, en 1680, cuando los pintores españoles residentes en Roma solicitaron al embajador de España Gaspar de Haro y Guzmán, marqués del Carpio, la creación de una academia en aquella ciudad, al modo como la tenían los franceses y otras naciones, sugirieron que de su dirección se hiciera cargo Herrera.
Por el contrario, no se le conocen discípulos o aprendices en el sentido tradicional y gremial. En Sevilla influyó en Murillo y en Valdés Leal con su Triunfo de la Eucaristía y tuvo un modesto imitador en la persona de Juan Carlos Ruiz Gijón, que copió los ángeles del Triunfo de san Francisco de la catedral en una Inmaculada fechada en 1671. En Madrid, donde con su Triunfo de san Hermenegildo de 1654 tuvo una repercusión similar en la divulgación y aceptación del pleno barroco, contó con la ya citada colaboración de Francisco Ignacio Ruiz de la Iglesia en los lienzos de la Pasión del Museo Cerralbo. También podría haber colaborado con él Matías de Torres, aunque aprendiz de un tío suyo llamado Tomás Torrino. De Torres dice Palomino que «con la comunicación con Don Francisco de Herrera, el Maestro mayor, y la asistencia a las célebres academias de aquel tiempo feliz (...) mudó de estilo y entró en corrección, de suerte que llegó a ser por su camino uno de los eminentes de esta facultad». Efecto contrario habría tenido sobre José Jiménez Donoso, compañero en Roma, quien habría tenido buenos principios en el taller de Francisco Fernández, «pero cuando debía cimentarse en Roma sobre el estudio de los buenos modelos del antiguo, y sobre las obras de los grandes pintores, siguió las huellas de Herrera el mozo, buscando atajos para llegar adonde no se puede sino con trabajo y meditación», según el severo juicio de Ceán Bermúdez que, como buen ilustrado, despreciaba los excesos barrocos de Herrera y lo que llamaba el mal gusto de su tiempo.